# Cnephasia etnana
Cnephasia etnana es una especie de polilla perteneciente al género Cnephasia, categorizada en la tribu Cnephasiini, de la subfamilia Tortricinae.

## Distribución
Se distribuye por Italia.

## Taxonomía
Fue descrita por Razowski & Trematerra en 1999 y publicada por primera vez en (Cnephasia), Boll. Zool. agr. Bachic. (2) 31: 12.